# バエル

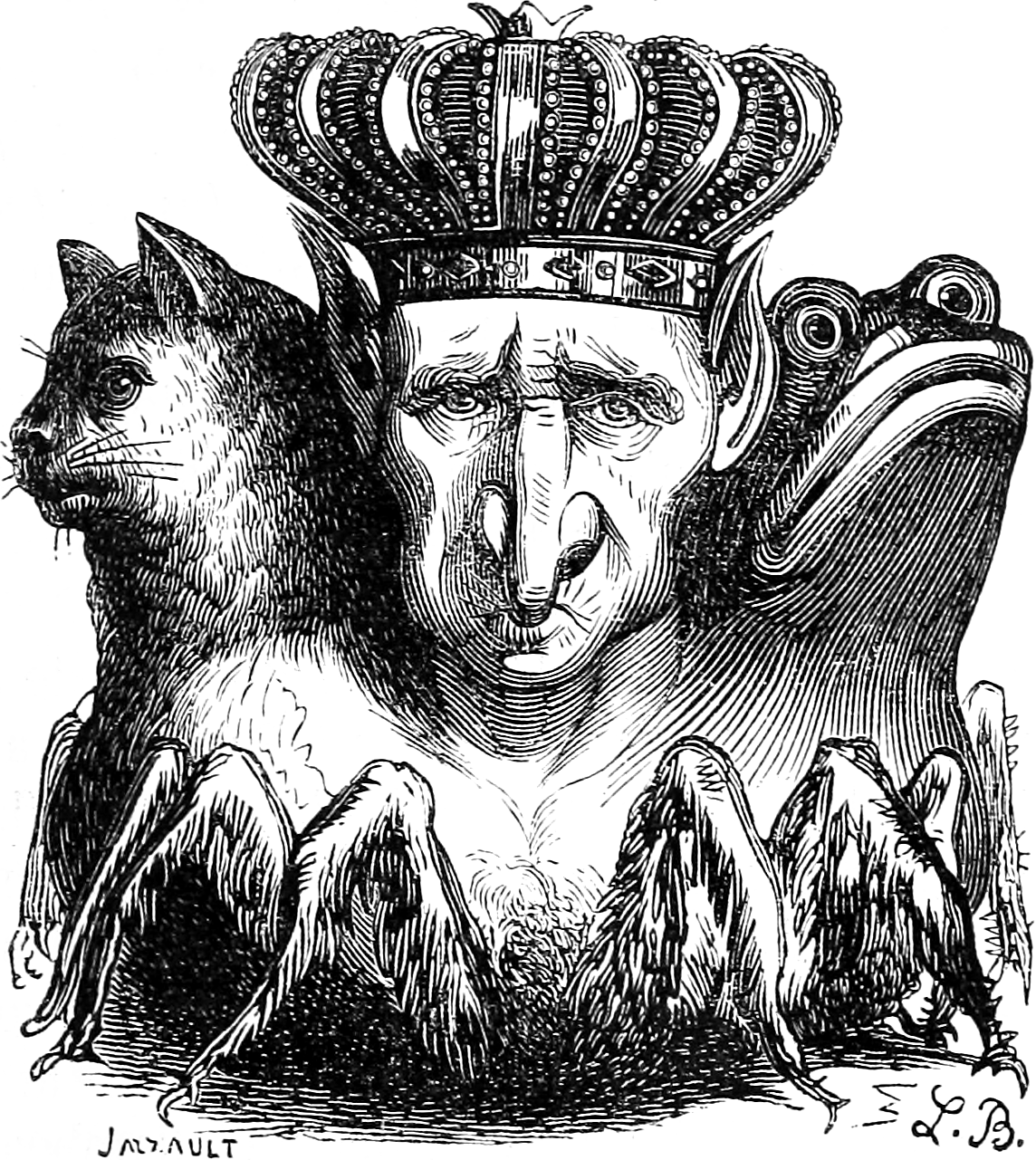
コラン・ド・プランシー著『地獄の辞典』第6版の挿絵におけるバエルの姿

バエル (Baël, Bael) はグリモワールや悪魔学における悪魔（精霊）の一人。

## 概要
『レメゲトン』の第一書『ゴエティア』に記載された72人の悪魔の一人であり、同書によると、東方を支配し、66の軍団を率いる序列1番の大いなる王である。
『大奥義書』でも、6人の上級精霊に仕える18人の下位精霊に名を挙げられており、ルキフゲ・ロフォカレの支配下にあるという。
さまざまな姿で現れ、ヒキガエル、猫、または人間に似た姿、もしくはこれら全てを併せ持った姿を取るという。コラン・ド・プランシー著『地獄の辞典』の挿絵では、ネコ、王冠を被った人間、ヒキガエルの頭をもった蜘蛛の姿で描かれている。しわがれた声で話し、人を不可視にしたり、知恵を与えたりする力を持つという。戦いに強いと言われることもある。

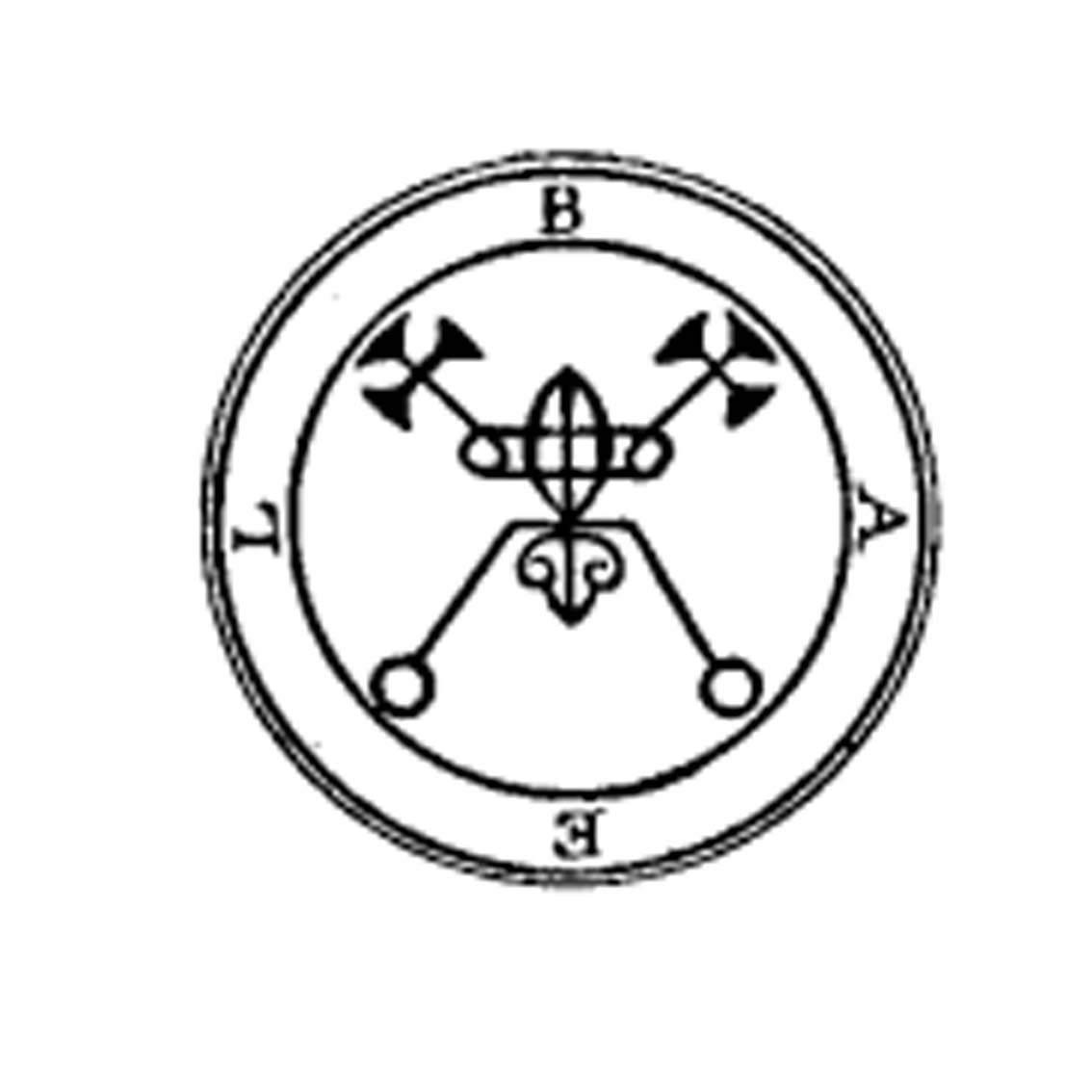
『ゴエティア』に記されたバエルのシジル

バエルはしばしば古代セム人の神バアル（バール）と結びつけられる。コラン・ド・プランシーの『地獄の辞典』では「バエル」は「バール」と別項目となっているが、両者の同一視についても触れられている。A. E. ウェイトはグリモワールの魔術を批判的に紹介した『儀式魔術の書』（初版『黒魔術と契約の書』）において、『ゴエティア』と『大奥義書』のバエルについて Baal という綴りを用いた。フレッド・ゲティングズは『悪魔の事典』において、バエルはバアルの別名であると述べている。